# Valentín Carboni
Valentín Carboni (buenos aires  5 de marzo de 2005) es un futbolista argentino que juega como volante ofensivo en el Genoa C. F. C. de la Serie A, cedido por el Inter de Milán.

## Trayectoria
Empezó a jugar al fútbol en Lanús, donde estuvo desde su infancia. Luego de que su padre dejara de ser director técnico de la primera división de Lanús en el año 2018, se marchó a Italia con toda su familia. Llegó al fútbol base del Inter de Milán en 2020, procedente del Catania. Sus actuaciones como juvenil le convirtieron en una de las grandes promesas de la cantera nerazzurra.

### Inter de Milán (2020-2023)
Valentín y su hermano Franco Carboni se unieron al Inter de Milán en 2020 fichados por Zanetti, antes del inicio de la temporada por una tarifa de transferencia estimada de 300.000 €. Ambos comenzaron su formación en la academia del club. Carboni comenzó a entrenar con el primer equipo del Inter de Milán bajo la dirección del entrenador en jefe Simone Inzaghi. En 2022 debutó en primera jugando un total de 6 partidos, 5 de ellos en la Serie A, debutando el 1 de octubre de 2022 frente a la Roma y 1 partido de Champions League frente al Bayern Múnich reemplazando a Joaquín Correa en el minuto 76, por la jornada 6. Jugó un total de 14 minutos en la derrota 2-0. tiene contrato hasta junio de 2028.

### Monza (2023-2024)
En 2023 fue transferido a préstamo al Monza de Italia en busca de más minutos de juego, donde disputó 32 partidos, anotó 2 goles y dio 3 asistencias, ganándose la confianza del director técnico Raffaele Palladino. El Monza tuvo una buena temporada en la Serie A, quedando en el duodécimo lugar, lejos del descenso.

### Olympique de Marsella (2024-Act)
Luego de su paso por el Monza Valentín Carboni fue transefido por una temporada del Inter de Milán al Olympique de Marsella con una clasura de adeledor 30 millones. El club francés puso el ojo en el por su buena temporada en el Monza y consagrarse campeón de la Copa América 2024.

## Selección nacional
Gracias a su doble nacionalidad, Carboni podía representar tanto a Italia como a Argentina a nivel internacional.
Selección Juvenil Italiana
En 2019 participó en varios campos de entrenamiento con la selección italiana sub-15 ; luego, pasó a jugar para la selección italiana sub-17 entre 2021 y 2022.  
Selección Mayor
Denominado Europibe (por su pasado en la selección italiana), fue incluido por Lionel Scaloni en la convocatoria de la selección de Argentina para los partidos de marzo de las Eliminatorias para la Copa Mundial de 2022 contra Venezuela y Ecuador.
El 3 de marzo de 2023, Carboni, junto a los campeones del mundo y otros nuevos nombres, fue nuevamente incluido en la lista de 35 jugadores conformada por Lionel Scaloni para los partidos amistosos contra Panamá y Curazao a disputarse los días 23 y 28 de dicho mes respectivamente.
Debutó internacionalmente el 26 de marzo de 2024 frente a Costa Rica, en lo que fue victoria 3-1, ingresando por Ángel Di María.

##### Copa América 2024
En junio de 2024 fue citado a integrar la Selección Argentina para la Copa América 2024 por Lionel Scaloni remplazando a Paulo Dybala y consiguió los elogios del mismo Lionel Messi.
Debutando por la Copa América el 29 de junio del mismo año en la victoria argentina por 2-0 ante Perú por la jornada 3 de la fase de grupos ingresando por Ángel Di María en el minuto 76 del encuentro.
Consagrándose campeón el 14 de julio ganándole a la selección Colombiana por 1-0 con el en banco de suplentes así consiguiendo su primer título internacional de su carrera a nivel de selecciones y de clubes a sus 19 años jugando tan solo 1 partido. 

#### Participaciones en Copas del Mundo
| Mundial                  | Sede      | Resultado        | Partidos | Goles |
| ------------------------ | --------- | ---------------- | -------- | ----- |
| Copa Mundial Sub-20 2023 | Argentina | Octavos de final | 3        | 1     |

#### Participaciones en Copas América
| Torneo            | Sede           | Resultado | Partidos | Goles |
| ----------------- | -------------- | --------- | -------- | ----- |
| Copa América 2024 | Estados Unidos | Campeón   | 1        | 0     |

## Estadísticas
Actualizado al último partido disputado el 15 de agosto de 2025.
| Club                          | Div.          | Temporada     | Liga  | Liga  | Copas nacionales | Copas nacionales | Copas internacionales | Copas internacionales | Total | Total |
| Club                          | Div.          | Temporada     | Part. | Goles | Part.            | Goles            | Part.                 | Goles                 | Part. | Goles |
| ----------------------------- | ------------- | ------------- | ----- | ----- | ---------------- | ---------------- | --------------------- | --------------------- | ----- | ----- |
| Internazionale · Italia       | 1.ª           | 2022-23       | 5     | 0     | -                | -                | 1                     | 0                     | 6     | 0     |
| Internazionale · Italia       | Total club    | Total club    | 5     | 0     | 0                | 0                | 1                     | 0                     | 6     | 0     |
| Monza · Italia                | 1.ª           | 2023-24       | 31    | 2     | 1                | 0                | —                     | —                     | 32    | 2     |
| Monza · Italia                | Total club    | Total club    | 31    | 2     | 1                | 0                | 0                     | 0                     | 32    | 2     |
| Olympique de Marsella Francia | 1.ª           | 2024-25       | 4     | 0     | 0                | 0                | —                     | —                     | 4     | 0     |
| Olympique de Marsella Francia | Total club    | Total club    | 4     | 0     | 0                | 0                | 0                     | 0                     | 4     | 0     |
| Internazionale · Italia       | 1.ª           | 2024-25       | 0     | 0     | -                | -                | 3                     | 1                     | 3     | 1     |
| Internazionale · Italia       | Total club    | Total club    | 5     | 0     | 0                | 0                | 4                     | 1                     | 9     | 1     |
| Genoa Italia                  | 1.ª           | 2025-26       | -     | -     | 1                | 1                | -                     | -                     | 1     | 1     |
| Genoa Italia                  | Total club    | Total club    | 0     | 0     | 1                | 1                | 0                     | 0                     | 1     | 1     |
| Total carrera                 | Total carrera | Total carrera | 40    | 2     | 2                | 1                | 4                     | 1                     | 46    | 4     |

## Vida personal
Carboni es hijo del exfutbolista argentino Ezequiel Carboni . 
Su hermano mayor Franco (nacido en 2003) es también futbolista: los dos jugaron juntos en las inferiores de Lanús, Catania e Inter de Milán . 
También tiene dos hermanos menores, Cristiano (nacido en 2009) y Alma (nacida en 2016). 

## Palmarés

### Campeonatos nacionales
| Título              | Equipo         | País   | Año  |
| ------------------- | -------------- | ------ | ---- |
| Supercopa de Italia | Inter de Milán | Italia | 2022 |
| Copa Italia         | Inter de Milán | Italia | 2023 |

### Campeonatos internacionales
| Título       | Equipo                 | Sede           | Año  |
| ------------ | ---------------------- | -------------- | ---- |
| Copa América | Selección de Argentina | Estados Unidos | 2024 |